# 津奈木町立津奈木中学校
津奈木町立津奈木中学校（つなぎちょうりつつなぎちゅうがっこう）は、熊本県葦北郡津奈木町にある公立中学校。

## 沿革
- 1947年（昭和22年）4月 - 津奈木村立津南中学校として設立する。
- 1963年（昭和38年）4月 - 津奈木町制施行にともない津奈木町立津南中学校と改称する。
- 1975年（昭和50年）4月 - 津奈木町立津奈木中学校に名称を変更する。

## 部活動
- 野球部
- サッカー部
- 女子バレー部
- 男子バレー部
- 女子バスケットボール部
- 剣道部・・・津奈木小学校の体育館で合同で練習している。
- 陸上部
- 合唱部
- 他、少数ではあるが卓球・柔道・空手などの活動をする生徒もいる。

## 余談
- 魔法つかいプリキュア!に登場する津成木第一中学校は、読みが同じなため混同を防ぐ目的で津成木中学校に第一を付したと言われている。

## 参考
- 津奈木町HP-町のあゆみ